# Esteslestes
Esteslestes ensis es una especie extinta de marsupial didelfimorfo de la familia Didelphidae conocido por restos fósiles del Eoceno Inferior procedentes de Punta Prieta, Baja California en México.